# ФК «Десна» в сезоне 2016/2017
Сезон 2016/17 годов стал для футбольного клуба «Десна» 26-м в чемпионате Украины и 24-м в розыгрышах Кубка Украины. Это 13-й сезон команды в Первой лиге, а также 56-й год со дня основания футбольного клуба.

## Межсезонье
Первый трансфер «Десны» в межсезонье состоялся ещё до выхода команды из отпуска — 16 июня был заключён годичный контракт с вратарём Константином Махновским, который в предыдущем сезоне выступал за азербайджанский «Ряван» и украинский ПФК «Сумы». В то же время по информации сайта Sportarena.com команду покинули вратарь Богдан Когут, полузащитники Максим Марусич, Олег Луценко и нападающий Никита Вовченко. Полузащитник Дмитрий Задерецкий, который играл за «Десну» на правах аренды, вернулся в «Волынь».
«Десна» начала подготовку к сезону 27 июня в Пуща-Водице (Киев). На первом учебно-тренировочном сборе команда провела контрольные матчи с молодёжными составами каменской «Стали» (1:0) и киевского «Динамо» (2:1). Три гола в составе «Десны» забил Александр Филиппов, который по итогам первого этапа сборов подписал контракт с клубом. 7 июля было сообщено, что «Десну» покинули воспитанники клуба Артём Грищенко и Вадим Малюк. Причиной их ухода стал недостаток игровой практики. Однако, Грищенко через некоторое время вернулся в расположение команды. 8 июля состав «Десны» пополнили полузащитник «Звезды» Андрей Мостовой и защитник «Горняка» Игорь Солдат.
9 июля «Десна» одержала победу 2:1 в матче с вице-чемпионом Ирана «Персеполисом» (Тегеран). В первом тайме в ворота «Десны» был назначен пенальти, однако игрок «Персеполиса» с одиннадцатиметровой отметки пробил в штангу. На 24-й минуте мяч забил Александр Филиппов, а в конце первой половины игры счёт сравнял Вахид Амири. Победный гол «Десны» на 87-й минуте забил Максим Банасевич.
Следующие контрольные матчи «Десна» сыграла с киевским «Арсеналом» (1:3) и винницкой «Нивой» (1:2). 14 июля появилась информация, что с «Десной» подписал контракт полузащитник Богдан Мышенко, ранее выступавший за донецкий «Металлург», молдавский «Милсами» и молодёжную сборную Украины. 16 июля черниговцы одержали победу над игроками резерва киевского «Динамо». Голами в составе «Десны» отметились Александр Филиппов и Андрей Мостовой. Воспитанник черниговского футбола Андрей Ярмоленко в этом матче впервые сыграл против своей родной команды. В заключительном матче предсезонной подготовки «Десна» сыграла вничью 1:1 с «Оболонь-Бровар». За день до начала чемпионата в «Десну» перешли два футболиста из донецкого «Олимпика» — полузащитник Александр Волков и нападающий Денис Галенков.

## Сезон

### Июль
«Десна» стартовала в чемпионате с выездной победы над «Николаевом» со счётом 2:0. Голы в первом тайме забили Александр Филиппов и Егор Картушов. Наставник «Десны» Александр Рябоконь был признан лучшим тренером тура. 27 июля была представлена новая эмблема футбольного клуба. Первая домашняя игра в связи с реконструкцией стадиона имени Юрия Гагарина в Чернигове была проведена в Киеве на стадионе «Оболонь-Арена». В этом матче «Десна» обыграла «Нефтяник-Укрнефть» со счётом 1:0.

### Август
Август начался для «Десны» с поражения в гостях от «Черкасского Днепра» (0:1). Единственный гол с пенальти забил Юрий Бушман. Следующим соперником стал харьковский «Гелиос», с которым «Десна» сыграла два матча подряд. Первый матч, проведённый на выезде в рамках второго предварительного этапа Кубка Украины, «Десна» выиграла со счётом 1:0. Мяч на 82-й минуте забил Павел Щедраков. Незадолго до завершения поединка вратарь черниговцев Константин Махновский был удалён с поля, и в ворота пришлось становиться капитану команды Вадиму Мельнику, который за оставшееся игровое время отразил два удара соперника.
Перед следующей игрой к команде присоединился 19-летний вратарь Сергей Мелашенко, ранее выступавший в чемпионате Черниговской области. Его отец, Юрий Мелашенко, также был игроком «Десны». Матч 4 тура с «Гелиосом», который должен был проводиться в Чернигове, также был сыгран на поле соперника. Счёт в игре, проходившей под сильным дождём, на 76-й минуте открыл Александр Филиппов, но через три минуты полузащитник «Гелиоса» Виталий Субочев забил ответный мяч.
Из Харькова «Десна» отправилась в Черновцы, где одержала победу над «Буковиной» со счётом 1:0. В заключительном матче августа, который был проведён на стадионе «Солнечный» в Харькове, «Десна» сыграла вничью с ровненским «Вересом». В последний день трансферного окна защитник Рудольф Сухомлинов перешёл на условиях аренды в грузинский клуб «Зугдиди». Также статус свободного агента получил защитник Максим Лещенко.

### Сентябрь
1 сентября «Десна» провела товарищеский поединок с кропивницкой «Звездой», в котором проиграла со счётом 0:2. На следующий день в заявку команды был включён защитник Антон Братков, который ранее был игроком «Вереса». 4 сентября в гостевом матче была одержана победа над ФК «Тернополь» (2:0). Дублем отметился Александр Филиппов. 9 сентября «Десна», до того пропустившая в 9 матчах сезона два мяча, крупно проиграла «Колосу» со счётом 0:4. Двумя голами в составе победителей отличился Евгений Морозко. В 9 туре северяне одержали третью подряд гостевую победу, обыграв краматорский «Авангард» (2:0). Голы забили вышедшие на замену Евгений Чепурненко и Егор Картушов.
15 сентября полузащитник молодёжной команды «Десны» Евгений Белич получил вызов в юношескую сборную Украины (до 16 лет), которая запланировала провести два товарищеских матча со сборной Бельгии. В первом матче, который его команда выиграла со счётом 1:0, Белич вышел на замену на 77-й минуте, а во второй игре, завершившейся поражением сборной Украины (0:3), провёл на поле 90 минут.
Следующий матч «Десны», также проходивший на выезде, завершился нулевой ничьей с «Сумами». В 1/8 финала Кубка Украины черниговцы одержали победу над киевским «Арсеналом» (1:0). Матч 11 тура со стрыйской «Скалой» состоялся в Киеве. «Десна» выиграла со счётом 3:0 благодаря дублю Максима Банасевича и голу Александра Филиппова и вышла на 3-е место в Первой лиге.

### Октябрь
1 октября на выезде «Десна» одержала крупную победу над «Горняком-Спорт» со счётом 5:2. Автором двух голов стал Филиппов, по мячу забили Картушов, Чепурненко и Максименко. 4 октября в заявку команды были внесены два новых футболиста — полузащитник Вячеслав Акимов и воспитанник киевского «Динамо» Александр Головко. В следующих встречах были обыграны «Ингулец» (1:0) и «Арсенал-Киев» (2:1). 5-матчевая победная серия была прервана после поражения от «Полтавы» (0:1).
Соперником «Десны» в 1/8 финала Кубка Украины стал представитель Премьер-лиги «Днепр». Матч проходил в Киеве на стадионе «Оболонь-Арена», из Чернигова футбольным клубом был организован выезд болельщиков. «Десна» мало в чём уступила сопернику и создала больше опасных моментов, однако и основное, и дополнительное время поединка завершилось без забитых мячей, а в серии 11-метровых победу одержал «Днепр».
В следующем матче чемпионата была обыграна «Оболонь-Бровар» (2:1), в результате чего «Десна» переместилась на 2 строчку турнирной таблицы (при этом отстающий от черниговцев на 2 очка «Верес» сыграл на 1 матч меньше). В этой игре первый мяч в профессиональной карьере забил грузинский легионер «Десны» Лука Коберидзе.

### Ноябрь
5 ноября в Киеве состоялся матч с лидером чемпионата мариупольским «Ильичёвцем», который расположился на 1 месте и опережал «Десну» на 8 очков. В первом тайме игрок «Ильичёвца» открыл счёт, реализовав пенальти. Несмотря на регулярные атаки «Десны», долгое время мариупольцы сохраняли свои ворота в неприкосновенности. Футболистам «Десны» удалось переломить ход противостояния ближе к завершению встречи, причём 3 мяча в ворота «Ильичёвца» были забиты в течение 4 минут. Автором первого гола стал Денис Фаворов, второго и третьего — лучший бомбардир команды Александр Филиппов. По итогам 17-го тура сайтом Sportarena.com Александр Рябоконь был признан лучшим тренером, Филиппов — лучшим игроком.
В следующем матче была одержана победа над «Николаевом» со счётом 3:1. Выезд в Ахтырку завершился поражением то «Нефтяника» (0:2). 18 ноября «Десна» подала в Федерацию футбола Украины заявку на прохождение аттестации для участия в Премьер-лиге. В заключительном матче 2016 года команда сыграла вничью с «Черкасским Днепром» (1:1). Первую половину сезона «Десна» завершила на 3-м месте.
До конца ноября на стадионе имени Юрия Гагарина была завершена реконструкция тренировочного поля, в частности установлены трибуны на 60 мест. На основном поле смонтирована система электрического подогрева. Работы по укладке нового газона на главном поле стадиона запланированы на весну 2017 года.

### Зимний перерыв
В декабре контракт с «Десной» подписал полузащитник «Нефтяника» Леван Арвеладзе. После завершения срока аренды в грузинском «Зугдиди» вернулся защитник Рудольф Сухомлинов.
15 января 2017 года команда вышла из отпуска и собралась в Чернигове на стадионе имени Гагарина. 21 января «Десна» отправилась на тренировочный сбор в Беларусь, где провела 4 контрольных матча. Первый из них был сыгран против представителя Первой белорусской лиги «Звезды-БГУ» и завершился победой «Десны» со счётом 7:1. По итогам матчей с командами Высшей лиги «Городея» и «Крумкачы» были зафиксированы нулевые ничьи. Матч с вице-чемпионом Беларуси солигорским «Шахтёром» «Десна» выиграла со счётом 4:2. В январе клуб покинули полузащитник Богдан Мышенко и защитник Рудольф Сухомлинов, который подписал контракт с чемпионом Грузии «Самтредиа».
1 февраля футболисты «Десны» прибыли на тренировочный сбор в Турцию. В первых двух контрольных матчах «Десна» проиграла косовской «Приштине» (0:1) и победила польскую «Сталь» (1:0). 10 февраля игроком «Десны» стал нападающий Владимир Лысенко. В третьем матче на турецком сборе была одержана победа над луцкой «Волынью» со счётом 4:1. Следующие матчи были сыграны с грузинским «Торпедо» (0:0), румынским «Ювентусом» (1:3) и иракским «Аль-Нафтом» (0:3).
24 февраля контракт с «Десной» сроком на 3,5 года подписал Илья Коваленко — один из лучших игроков осенней части сезона в Первой лиге. Бывший клуб полузащитника, «Оболонь-Бровар», получил за переход игрока денежную компенсацию. 25 февраля команда отправилась на второй тренировочный сбор в Турцию. 1 и 2 марта были проведены контрольные матчи с казахскими командами «Окжетпес» (1:1) и «Жетысу» (0:1). С полузащитником Максимом Банасевичем, который ранее выступал за «Десну» на правах аренды, было заключено соглашение сроком на 3 года. В матчах с белорусскими командами «Слуцк» и «Минск» были одержаны победы с результатами 2:0 и 4:1 соответственно. В заключительном контрольном матче перед возобновлением сезона «Десна» обыграла со счётом 1:0 датский клуб «Фреденсборг». 14 марта был подписан контракт с нападающим «Горняка-Спорта» Игорем Кириенко. Соглашение рассчитано на 3,5 года. По оценке журналиста Артура Валерко, во время перерыва клуб провёл «идеальную точечную селекцию», благодаря чему значительно усилил возможности коллектива в атаке. Приглашение таких высокотехничных игроков, как Лысенко, Арвеладзе и Коваленко может способствовать переходу «Десны» на более атакующий стиль игры.

### Март и апрель
Команда удачно стартовала в весенней части сезона, взяв в 5 турах 13 очков из 15 возможных. В первом матче на выезде «Десна» со счётом 1:0 обыграла «Гелиос», находившийся на 4-м месте. Автором гола стал Александр Волков. Далее последовала нулевая ничья с «Буковиной». 2 апреля состоялся выездной матч с ровненским «Вересом», который перед игрой занимал 2-е место и опережал черниговскую команду на 2 очка. «Десна» выиграла благодаря голам Дениса Фаворова и Игоря Кириенко и поднялась на 2-е место в турнирной таблице. В следующей игре со счётом 2:0 был обыгран «Тернополь». Леван Арвеладзе, присоединившийся к команде во время зимнего перерыва, отличился голом и результативной передачей, другой гол на счету капитана Вадима Мельника. В гостевом матче с «Колосом» единственный мяч забил новичок «Десны» Владимир Лысенко. После побед над командами из группы лидеров — «Гелиосом», «Вересом» и «Колосом» — Александр Рябоконь трижды признавался лучшим тренером тура по версии Всеукраинского объединения тренеров по футболу.
В игре с краматорским «Авангардом» «Десна» одержала победу со счётом 2:0 (забивали Мельник и Лысенко), после чего потеряла 2 очка в матче с «Сумами», который завершился без забитых мячей. В результате, на два тура «Десна» уступила вторую строчку «Вересу».

### Май
В выездном матче с аутсайдером лиги — стрыйской «Скалой» — прервалась сухая серия вратаря «Десны» Константина Махновского, которая длилась с ноября 2016 года и достигла 698 минут, став рекордной в сезоне. Игроки «Скалы» отличились в его воротах дважды, на что «Десна» ответила пятью голами — по два мяча забили Арвеладзе и Лысенко, одним голом отметился Картушов. Матч 29-го тура с «Горняком-Спорт» также оказался успешным для «Десны» — счёт прямым ударом со штрафного открыл Чепурненко, а на исходе поединка игрок команды-соперника отправил мяч в свои ворота. В параллельном матче «Верес» потерял очки, что позволило «Десне» вернуться на второе место. По результатам матчей Всеукраинское объединение тренеров назвало Александра Рябоконя лучшим тренером тура. Следующий матч был проведён на выезде против «Ингульца». «Десна» одержала победу со счётом 2:1 — на гол Мельника ответил игрок команды хозяев Сичинава, а окончательный счёт был установлен Волковым. Встреча с киевским «Арсеналом» была выиграна «Десной» со счётом 5:1. Авторами голов в составе «Десны» стали Чепурненко, Фаворов, Арвеладзе, Мельник и Коваленко.
21 мая «Десна» обыграла на выезде «Полтаву», обеспечив себе преимущество в 6 очков над ближайшим преследователем за два тура до окончания сезона. Единственный гол забил Максименко после розыгрыша штрафного. Впервые после длительного перерыва на поле вышел Филиппов, получивший травму в матче с Буковиной в марте. В матче с «Оболонь-Бровар», который состоялся на поле соперника, «Десна» сыграла вничью со счётом 2:2. Голами в составе команды отличились Коваленко и Чепурненко. Этим результатом «Десна» обеспечила себе второе место в чемпионате и добилась исторического достижения — выхода в Премьер-лигу.

## Трансферы

### Пришли в клуб
| Дата                                    | Поз.         | Имя                   | Из клуба                       | Примечание           | *             |
| --------------------------------------- | ------------ | --------------------- | ------------------------------ | -------------------- | ------------- |
| Летнее трансферное окно (2016 г.)       |              |                       |                                |                      |               |
| 16 июня 2016                            | вратарь      | Константин Махновский | Сумы                           | контракт на 1 год    | [ 1 ] [ 2 ]   |
| 5 июля 2016                             | нападающий   | Александр Филиппов    | Авангард (Краматорск)          | контракт на 1 год    | [ 54 ]        |
| 8 июля 2016                             | полузащитник | Андрей Мостовой       | Звезда (Кировоград)            | контракт на 1 год    | [ 9 ]         |
| 8 июля 2016                             | защитник     | Игорь Солдат          | Горняк (Кривой Рог)            | контракт на 1 год    | [ 9 ]         |
| 14 июля 2016                            | полузащитник | Богдан Мышенко        | посл.кл. Милсами (Оргеев)      |                      | [ 13 ]        |
| 23 июля 2016                            | полузащитник | Александр Волков      | Олимпик (Донецк)               |                      | [ 16 ]        |
| 23 июля 2016                            | нападающий   | Денис Галенков        | Олимпик (Донецк)               |                      | [ 16 ]        |
| 12 августа 2016                         | вратарь      | Сергей Мелашенко      | Зернопром (Анисов)             |                      | [ 55 ] [ 56 ] |
| 2 сентября 2016                         | защитник     | Антон Братков         | Верес (Ровно)                  |                      | [ 57 ]        |
| 4 октября 2016                          | защитник     | Александр Головко     | Динамо-2 (Киев)                | контракт на 2,5 года | [ 58 ] [ 59 ] |
| 4 октября 2016                          | полузащитник | Вячеслав Акимов       | посл.кл. Ильичёвец (Мариуполь) |                      | [ 60 ]        |
| Зимнее трансферное окно (2016—2017 гг.) |              |                       |                                |                      |               |
| 7 декабря 2016                          | полузащитник | Леван Арвеладзе       | Нефтяник-Укрнефть (Ахтырка)    | контракт на 1,5 года | [ 29 ] [ 61 ] |
| 18 декабря 2016                         | защитник     | Рудольф Сухомлинов    | Зугдиди                        | → в/а                | [ 30 ]        |
| 10 февраля 2017                         | нападающий   | Владимир Лысенко      | Олимпик (Донецк)               |                      | [ 37 ]        |
| 24 февраля 2017                         | полузащитник | Илья Коваленко        | Оболонь-Бровар (Киев)          | контракт на 3,5 года | [ 39 ] [ 40 ] |
| 2 марта 2017                            | полузащитник | Максим Банасевич      | Заря (Луганск)                 | контракт на 3 года   | [ 41 ]        |
| 14 марта 2017                           | нападающий   | Игорь Кириенко        | Горняк-Спорт (Горишние Плавни) | контракт на 3,5 года | [ 62 ]        |

### Ушли из клуба
| Дата                                    | Поз.         | Имя                | В клуб                         | Примечание | *            |
| --------------------------------------- | ------------ | ------------------ | ------------------------------ | ---------- | ------------ |
| Летнее трансферное окно (2016 г.)       |              |                    |                                |            |              |
| 15 июня 2016                            | вратарь      | Богдан Когут       | Верес (Ровно)                  |            | [ 3 ] [ 6 ]  |
| 15 июня 2016                            | полузащитник | Максим Марусич     | Горняк-Спорт (Горишние Плавни) |            | [ 3 ]        |
| 15 июня 2016                            | полузащитник | Олег Луценко       | Гагра (Тбилиси)                |            | [ 3 ] [ 6 ]  |
| 15 июня 2016                            | нападающий   | Никита Вовченко    |                                |            | [ 3 ] [ 6 ]  |
| 15 июня 2016                            | полузащитник | Дмитрий Задерецкий | Волынь (Луцк)                  | → в/а      | [ 3 ] [ 4 ]  |
| 7 июля 2016                             | защитник     | Вадим Малюк        | Еднисть (Плиски)               |            | [ 7 ] [ 63 ] |
| 15 июля 2016                            | защитник     | Александр Иоша     | Нива (Винница)                 |            | [ 64 ]       |
| 31 августа 2016                         | защитник     | Рудольф Сухомлинов | Зугдиди                        | → аренда   | [ 65 ]       |
| 31 августа 2016                         | защитник     | Максим Лещенко     | Полтава                        |            | [ 66 ]       |
| осень 2016                              | нападающий   | Артём Грищенко     |                                |            |              |
| Зимнее трансферное окно (2016—2017 гг.) |              |                    |                                |            |              |
| 24 января 2017                          | полузащитник | Богдан Мышенко     | Динамо (Тбилиси)               |            | [ 34 ]       |
| 31 января 2017                          | защитник     | Рудольф Сухомлинов | Самтредиа                      |            | [ 67 ]       |

## Предсезонные и товарищеские матчи

### Предсезонные матчи
| 2 июля 2016 г. / суббота | «Десна»    | 1:0                                                    | «Сталь U-21» (Каменское) | Украина, Демидов |
| 18:00                    | Филиппов ? | отчёт. Архивировано из оригинала 18 августа 2016 года. |                          | Стадион: Диназ   |

| 3 июля 2016 г. / воскресенье | «Динамо U-21» (Киев) | 1:2    | «Десна»    | Украина, Киев            |
|                              | Головко ? (авт.)     | отчёт. | Филиппов ? | Стадион: УТБ ФК «Динамо» |

| 9 июля 2016 г. / суббота | «Десна»                      | 2:1    | «Персеполис» (Тегеран) | Украина, Киев            |
| 17:30                    | Филиппов 24′ · Банасевич 87′ | отчёт. | Алипур · Амири 43′     | Стадион: УТБ ФК «Динамо» |

| 13 июля 2016 г. / среда | «Десна»        | 1:3    | «Арсенал-Киев»                  | Украина, Ворзель |
|                         | Максименко 10′ | отчёт. | Матвеев 18′ 34′ · Пилипенко 23′ |                  |

| 14 июля 2016 г. / четверг | «Десна»     | 1:2    | «Нива» (Винница)       | Украина, Ворзель |
| 17:00 | Мельник 61′ | отчёт. | Коллинз 77′ 84′ (пен.) |                  |
| Десна: 1 тайм: Шевченко, Солдат, Щедраков и игроки, находящиеся на просмотре 2 тайм: Шевченко, Сухомлинов, Мельник , Максименко, Мостовой, Коберидзе, Банасевич, Чепурненко, Бовтрук, Картушов, Филиппов |             |        |                        |                  |

| 16 июля 2016 г. / суббота | «Динамо U-21» (Киев) | 1:2    | «Десна»                 | Украина, Киев            |
|                           | ? ?                  | отчёт. | Филиппов ? · Мостовой ? | Стадион: УТБ ФК «Динамо» |

| 19 июля 2016 г. / вторник | «Оболонь-Бровар» (Киев) | 1:1    | «Десна»    | Украина, Буча                    |
| 18:00                     | Сахнюк 65′              | отчёт. | Волков 54′ | Стадион: УТБ ФК «Оболонь-Бровар» |

Итого: 7 (+4=1−2); мячи: 10—9; бомбардир: Александр Филиппов (5)

### Товарищеские матчи в ходе осенней части сезона
| 1 сентября 2016 г. / четверг | «Звезда» (Кропивницкий) | 2:0    | «Десна» | Украина, Харьков |
|                              | ? 6′ · Полегенько 47′   | отчёт. |         |                  |

### Учебно-тренировочный сбор ФК «Десна» вБеларуси(21—29 января 2017 года)
| 24 января 2017 г. / вторник | «Звезда-БГУ» (Минск) | 1:7 | «Десна» | Беларусь, Минск |

| 25 января 2017 г. / среда | «Городея» | 0:0 | «Десна» | Беларусь, Минск                             |
| 16:00                     |           |     |         | Стадион: Поле тренировочного комплекса АБФФ |

| 27 января 2017 г. / пятница | «Крумкачы» (Минск) | 0:0 | «Десна» | Беларусь, Минск             |
| 12:30 |                    |     |         | Стадион: Стадион ФК «Минск» |
| »: 1 тайм: Махновский, Солдат, Головко, Братков, Мостовой, Коберидзе, Картушов, Чепурненко , Арвеладзе, Коваленко, Филиппов · 2 тайм: Мелашенко, Солдат, Головко, Максименко, Черноморец, Щедраков , Галенков, Акимов, Бовтрук, Волков, Пищур 78' (Кириенко 78') |                    |     |         |                             |

| 28 января 2017 г. / суббота | «Шахтёр» (Солигорск)         | 2:4 | «Десна»                                                    | Беларусь, Минск                             |
| 11:00                       | Лисакович 13′ · Леонович 80′ |     | Галенков 5′ · Кириенко 45′ · Филиппов 49′ · Чепурненко 65′ | Стадион: Поле тренировочного комплекса АБФФ |

### Учебно-тренировочный сбор ФК «Десна» вТурции(1 — 18 февраля 2017 года)
| 5 февраля 2017 г. / воскресенье | «Десна» | 0:1 | «Приштина» | Турция, Анталья |
| 17:00 |         |     | Кукай 78′  |                 |
| »: 1 тайм: Махновский, Фаворов, Головко, Братков, Черноморец, Щедраков , Галенков, Акимов, Бовтрук, Волков, Лысенко 2 тайм: Шевченко, Солдат, Мельник , Максименко, Мостовой, Коберидзе, Коваленко, Чепурненко, Арвеладзе, Картушов, Лысенко |         |     |            |                 |

| 9 февраля 2017 г. / четверг | «Десна»     | 1:0 | «Сталь» (Мелец) | Турция, Сиде                      |
|                             | Фаворов 88′ |     |                 | Стадион: Side Star Sports Complex |

| 12 февраля 2017 г. / воскресенье | «Десна»            | 4:1 | «Волынь» (Луцк) | Турция, Анталья |
| 17:00 | Бовтрук · Галенков |     | Диденко         |                 |
| Десна: Шевченко, Фаворов, Мельник , Головко, Черноморец, Акимов, Щедраков, Бовтрук, Волков, Галенков, Лысенко (Махновский, Солдат, Максименко, Братков, Мостовой, Коберидзе, Картушов, Чепурненко, Арвеладзе, Коваленко, Филиппов ) |                    |     |                 |                 |

| 13 февраля 2017 г. / понедельник | «Десна» | 0:0 | «Торпедо» (Кутаиси) | Турция, Анталья |
| 16:00                            |         |     |                     |                 |

| 16 февраля 2017 г. / четверг | «Десна»    | 1:3 | «Ювентус» (Бухарест) | Турция |
|                              | Чепурненко |     |                      |        |

| 17 февраля 2017 г. / пятница | «Десна» | 0:3 | «Аль-Нафт» (Багдад) | Турция |

### Учебно-тренировочный сбор ФК «Десна» вТурции(с 25 февраля 2017 года)
| 1 марта 2017 г. / среда | «Десна»      | 1:1 | «Окжетпес» (Кокчетав) | Турция |
| | Кириенко 84′ |     | Федин 73′             |        |
| »: Махновский, Фаворов, Мельник , Братков, Мостовой, Коберидзе, Картушов, Чепурненко, Волков, Филиппов, Лысенко (Максименко, Черноморец, Солдат, Акимов, Арвеладзе, Коваленко, Галенков, Кириенко ) |              |     |                       |        |

| 2 марта 2017 г. / четверг | «Десна» | 0:1 | «Жетысу» (Талдыкорган) | Турция, Анталья |
|                           |         |     | Шакин ?                |                 |

| 5 марта 2017 г. / воскресенье | «Десна»                   | 2:0 | «Слуцк» | Турция, Анталья |
| | Кириенко 34′ · Волков 72′ |     |         |                 |
| »: Мелашенко, Солдат, Головко, Щедраков, Черноморец, Акимов, Арвеладзе, Бовтрук, Коваленко, Галенков, Кириенко (Лысенко, Волков, Мостовой, Фаворов, Чепурненко, Картушов, Филиппов ) |                           |     |         |                 |

| 7 марта 2017 г. / вторник | «Десна»                             | 4:1 | «Минск»          | Турция, Белек |
| | Лысенко ? · Филиппов ? · Картушов ? |     | Громыко ? (пен.) |               |
| »: Махновский, Фаворов, Мельник , Максименко, Мостовой, Коберидзе, Чепурненко, Картушов, Волков, Лысенко, Филиппов (Арвеладзе, Бовтрук, Братков, Головко, Коваленко, Солдат, Черноморец, Щедраков ) |                                     |     |                  |               |

| 8 марта 2017 г. / среда | «Десна»      | 1:0 | «Фреденсборг» | Турция |
|                         | Максименко ? |     |               |        |

## Первая лига

### Турнирная таблица
| М | Команда                 | И  | В  | Н | П | Мячи    | ±   | О     | Примечания                     |
| - | ----------------------- | -- | -- | - | - | ------- | --- | ----- | ------------------------------ |
|   | «Ильичёвец» (Мариуполь) | 34 | 25 | 6 | 3 | 61 − 21 | +40 | 81    | Выход в Премьер-лигу 2017/2018 |
|   | «Десна» (Чернигов)      | 34 | 22 | 8 | 4 | 55 − 23 | +32 | 74 \| |                                |
|   | «Верес» (Ровно)         | 34 | 20 | 7 | 7 | 62 − 32 | +30 | 67 \| |                                |

И — игры, В — выигрыши, Н — ничьи, П — проигрыши, Мячи — забитые и пропущенные голы, ± — разница голов, О — очки

### Матчи[69]

#### 1-й круг
| 24 июля 2016 г. / воскресенье 1-й тур | «Николаев»      | 0:2 протокол. | «Десна»                                    | Украина, Николаев                                          |
| 18:00 | · Муховиков 49' |               | Филиппов 2′ · Картушов 41′ · Коберидзе 64' | Стадион: ЦГС Зрителей: 3 000 Судья: Козыряцкий (Запорожье) |
| Николаев: Чумак, Берко, Батюшин 63' (Рогозинский 63'), Кошелюк, Момот 64' (Бессалов 64'), Муховиков, Ковалёв, Морозов 46' (Саркисян 46'), Павлов, Булычёв , Сартина · Остались в запасе: Майборода, Гвоздевич, Сокол · Десна: Махновский, Сухомлинов, Мельник , Максименко, Черноморец, Коберидзе 77' (Щедраков 77'), Картушов 90+3' (Солдат 90+3'), Бовтрук 90+2' (Банасевич 90+2'), Мостовой, Волков, Филиппов · Остались в запасе: Шевченко, Лещенко, Чепурненко, Галенков |                 |               |                                            |                                                            |

| 30 июля 2016 г. / суббота 2-й тур | «Десна»                  | 1:0 протокол. | «Нефтяник-Укрнефть» (Ахтырка) | Украина, Киев                                                    |
| 18:30 | Волков 22′ · Мельник 82' |               | · Зайчук 78'                  | Стадион: Оболонь-Арена Зрителей: 1 000 Судья: Миланич (Николаев) |
| Десна: Махновский, Сухомлинов, Мельник , Максименко, Черноморец, Коберидзе, Картушов, Бовтрук 69' (Чепурненко 69'), Мостовой, Волков 80' (Щедраков 80'), Филиппов 87' (Банасевич 87') · Остались в запасе: Шевченко, Солдат, Грищенко, Галенков · «Нефтяник-Укрнефть» (Ахтырка): Данкович, Бояринцев , Власюк, Зайчук, Войцеховский 46' (Лозовой 46'), Циколия, Передистый, Поднебенной, Г. Пасич 78' (Е. Пасич 78'), Арвеладзе, Черний 56' (Вечтомов 56') · Остались в запасе: Юрчук, Логинов, Лапин, Герт |                          |               |                               |                                                                  |

| 5 августа 2016 г. / пятница 3-й тур | «Черкасский Днепр»               | 1:0 протокол. | «Десна»                           | Украина, Черкассы                                                |
| 18:00 | Бушман 25′ (пен.) · Савченко 47' |               | · Черноморец 24' · Галенков 90+2' | Стадион: Центральный Зрителей: 2 700 Судья: Митровский (Ужгород) |
| Черкасский Днепр: Будюк, Балан, Гончаренко, Тарасенко , Синегуб, Цыбульник, Савченко 74' (Кошка 74'), Ямполь 77' (Шопин 77'), Крамар 53' (Исраилов 53'), Бушман, Ковпак · Остались в запасе: Кучинский, Сафонов, Медынский, Батальский · Десна: Махновский, Сухомлинов 69' (Банасевич 69'), Мельник , Максименко, Черноморец 69' (Бовтрук 69'), Коберидзе, Фаворов, Картушов 84' (Галенков 84'), Чепурненко, Мостовой, Волков · Остались в запасе: Шевченко, Солдат, Щедраков, Грищенко |                                  |               |                                   |                                                                  |

| 14 августа 2016 г. / воскресенье 4-й тур | «Десна»                                                 | 1:1 протокол. | «Гелиос» (Харьков)                       | Украина, Харьков                                        |
| 18:00 | Филиппов 76′ · Коберидзе 30' · Фаворов 39' · Волков 52' |               | Субочев 79′ · Коротецкий 33' · Цапий 65' | Стадион: Солнечный Зрителей: 300 Судья: Романов (Днепр) |
| Десна: Шевченко, Фаворов, Мельник , Максименко, Черноморец, Коберидзе, Картушов, Чепурненко, Мостовой, Волков 90+1' (Щедраков 90+1'), Филиппов · Остались в запасе: Мелашенко, Солдат, Сухомлинов, Бовтрук, Банасевич, Грищенко · «Гелиос» (Харьков): Сидоренко, Радченко, Коротецкий, Лобойко , Цапий, Комарницкий, Луценко, Субочев, Кича 56' (Елоев 56'), С. Кравченко 85' (Абеленцев 85'), Семенец 57' (Ивашко 57') · Остались в запасе: Волынец, В. Кравченко, Чередниченко, Масалов |                                                         |               |                                          |                                                         |

| 19 августа 2016 г. / пятница 5-й тур | «Буковина» (Черновцы)                                      | 0:1 протокол. | «Десна»                       | Украина, Черновцы                                                  |
| 18:00 | Перин (пен.) · Скоблов 48' · Терехов 68' · Темеривский 86' |               | Чепурненко 29′ · Мостовой 86' | Стадион: Буковина Зрителей: 2 519 Судья: Шурман (Киевская область) |
| «Буковина» (Черновцы): Филипенко, Темеривский , Носарев, Терехов, Бойчук, Снижко, Скоблов, Сивка 90' (Найко 90'), Немтинов, Раца, Перин 68' (Дацюк 68') · Остались в запасе: Чернобай, Луцюк, Осадчий, Дорош, Шишигин · Десна: Шевченко, Фаворов, Мельник , Максименко, Черноморец, Коберидзе, Бовтрук 62' (Картушов 62'), Чепурненко, Мостовой, Банасевич 71' (Филиппов 71'), Грищенко 80' (Щедраков 80') · Остались в запасе: Мелашенко, Солдат, Волков, Галенков |                                                            |               |                               |                                                                    |

| 26 августа 2016 г. / пятница 6-й тур | «Десна»                        | 0:0 протокол. | «Верес» (Ровно)            | Украина, Харьков                                       |
| 18:00 | · Мостовой 81' · Коберидзе 86' |               | · Кучеров 55' · Котляр 78' | Стадион: Солнечный Зрителей: 100 Судья: Шандор (Львов) |
| Десна: Махновский, Фаворов, Мельник , Максименко, Черноморец, Коберидзе, Картушов 89' (Банасевич 89'), Чепурненко, Мостовой, Волков 83' (Мышенко 83'), Филиппов · Остались в запасе: Шевченко, Солдат, Щедраков, Грищенко, Галенков · «Верес» (Ровно): Когут, Зозуля, Борзенко , Белый, Западня, Орловский, Кучеров, Котляр, Волошинович 74' (Герасимец 74'), Степанюк, Сикорский 54' (Козьбан 54') · Остались в запасе: Леонидов, Неплях, Коблюк, Ралюченко, Сергийчук |                                |               |                            |                                                        |

| 4 сентября 2016 г. / воскресенье 7-й тур | «Тернополь»                                                  | 0:2 протокол. | «Десна»          | Украина, Тернополь                                    |
| 17:00 | · Скидан 27' · Червонецкий 58' · Бабич 69' · Шаповалов 90+2' |               | Филиппов 19′ 45′ | Стадион: ГС Зрителей: 1 200 Судья: Даньковский (Киев) |
| Тернополь: Мирный, Червонецкий, Скидан, Гевлич, Громяк 46' (Шевчук 46'), Богданов, Солонинко 60' (Кривой 60'), Черномаз, Клёкот , Наконечний 46' (Червонецкий 46') · Остались в запасе: Кравчук, Соколовский, Полянчук, Шейко · Десна: Махновский, Фаворов, Мельник , Максименко, Черноморец, Коберидзе, Бовтрук 66' (Мышенко 66'), Чепурненко, Мостовой, Волков 79' (Картушов 79'), Филиппов 89' (Галенков 89') · Остались в запасе: Шевченко, Братков, Солдат, Щедраков |                                                              |               |                  |                                                       |

| 9 сентября 2016 г. / пятница 8-й тур | «Десна»          | 0:4 протокол. | «Колос» (Ковалёвка)                                            | Украина, Харьков                                                  |
| 17:00 | · Черноморец 34' |               | Морозко 25′ 38′ · Зуевич 69′ · Мельник 90′ (авт.) · Зуевич 28' | Стадион: Солнечный Зрителей: 200 Судья: Копиевский (Кропивницкий) |
| Десна: Махновский, Фаворов, Мельник , Максименко, Черноморец, Коберидзе, Картушов 77' (Щедраков 77'), Чепурненко 87' (Грищенко 87'), Мостовой, Волков 71' (Мышенко 71'), Филиппов · Остались в запасе: Шевченко, Братков, Солдат, Бовтрук · «Колос» (Ковалёвка): Литвиненко, Багдасаров, Козырь , Лисицкий, Шевченко, Поздеев, Рябов 85' (Цибульский 85'), Зуевич, Коропецкий 68' (Кривошеенко 68'), Морозко 89' (Чегурко 89'), Бондаренко · Остались в запасе: Яшков, Махарадзе, Боровец, Коровиков |                  |               |                                                                |                                                                   |

| 13 сентября 2016 г. / вторник 9-й тур | «Авангард» (Краматорск) | 0:2 протокол. | «Десна»                                       | Украина, Краматорск                                       |
| 17:30 |                         |               | Чепурненко 62′ · Картушов 90+3′ · Мышенко 48' | Стадион: Авангард Зрителей: 700 Судья: Деревинский (Киев) |
| «Авангард» (Краматорск): Денчук, Воробей, Мирошник, Полюлях, Ульянов, Швец , Малыш, Собко, Тимофеенко, Гришин 74' (Стеценко 74'), Агапов 78' (Бридун 78') · Остались в запасе: Кравчук, Соколовский, Полянчук, Шейко · Десна: Махновский, Солдат 56' (Чепурненко 56'), Мельник , Братков, Черноморец, Щедраков, Фаворов, Мышенко 56' (Картушов 56'), Мостовой, Бовтрук 82' (Максименко 82'), Филиппов · Остались в запасе: Шевченко, Банасевич, Волков, Галенков |                         |               |                                               |                                                           |

| 18 сентября 2016 г. / воскресенье 10-й тур | «Сумы»                                                    | 0:0 протокол. | «Десна»                                    | Украина, Сумы                                         |
| 16:30 | · Лучик 39' · Суходуб 87' · Брикнер 90+1' · Кравчук 90+5' |               | · Бовтрук 66' · Волков 89' · Фаворов 90+6' | Стадион: Юбилейный Зрителей: 825 Судья: Павлюк (Киев) |
| Сумы: Клищук, Процишин, Медведев, Бородай, Суходуб, Лучик 79' (Кравчук 79'), Брикнер, Богачёв , Душин, Гребенюк 74' (Меркушов 74'), Федосов 89' (Жариков 89') · Остались в запасе: Литвиненко, Игнатенко, Разуваев, Кабанюк · Десна: Махновский, Фаворов, Максименко, Братков, Мостовой, Коберидзе, Банасевич 67' (Мышенко 67' 80' (Волков 80'), Чепурненко , Бовтрук 73' (Мельник 73'), Картушов, Филиппов · Остались в запасе: Шевченко, Солдат, Щедраков, Галенков |                                                           |               |                                            |                                                       |

| 25 сентября 2016 г. / воскресенье 11-й тур | «Десна»                          | 3:0 протокол. | «Скала» (Стрый) | Украина, Киев                                                  |
| 16:30 | Банасевич 28′ 52′ · Филиппов 87′ |               |                 | Стадион: Оболонь-Арена Зрителей: 500 Судья: Даньковский (Киев) |
| Десна: Махновский, Фаворов, Максименко, Братков, Черноморец, Коберидзе, Банасевич, Волков 83' (Мостовой 83'), Бовтрук 66' (Мельник 66'), Картушов , Филиппов 89' (Галенков 89') · Остались в запасе: Шевченко, Солдат, Щедраков, Чепурненко · «Скала» (Стрый): Герич, Стасишин, Подоляк, Бондаренко, Максимович, Скакун 72' (Боровик 72'), Клименко , Рябушко 46' (Бровко 46'), Стасюк, Шваб, Кмить 54' (Барнор 54') · Остались в запасе: Билык, Билала, Билоус, Прышнивский |                                  |               |                 |                                                                |

| 1 октября 2016 г. / суббота 12-й тур | Горняк-Спорт (Горишние Плавни) | 2:5 протокол. | «Десна»                                                                         | Украина, Горишние Плавни                                |
| 15:30 | Яворский 73′ · Марусич 90+2′   |               | Филиппов 48′ 51′ · Чепурненко 76′ · Картушов 82′ · Максименко 88′ · Фаворов 63' | Стадион: Юность Зрителей: 400 Судья: Кузьмин (Николаев) |
| Горняк-Спорт (Горишние Плавни): Крюков, Малей 55' (Яворский 55'), Павлик, Пернацкий, Крапивный, Баранник 58' (Демидов 58'), Ченбай, Моисеенко, Корольков , Марусич, Гарбар 64' (Ломко 64') · Остались в запасе: Сытников, Кириенко, Воробей, Бобак · Десна: Махновский, Фаворов 89' (Солдат 89'), Мельник , Братков, Черноморец, Коберидзе, Банасевич 24' (Картушов 24'), Чепурненко, Мостовой, Волков 81' (Максименко 81'), Филиппов · Остались в запасе: Шевченко, Мышенко, Бовтрук, Галенков |                                |               |                                                                                 |                                                         |

| 8 октября 2016 г. / суббота 13-й тур | «Десна»                                                   | 1:0 протокол. | «Ингулец» (Петрово)                       | Украина, Киев                                              |
| 16:00 | Фаворов 4′ · Чепурненко 54' · Картушов 58' · Мостовой 87' |               | · Шарко 12' · Панасенко 73' · Даценко 85' | Стадион: Оболонь-Арена Зрителей: 150 Судья: Шандор (Львов) |
| Десна: Махновский, Фаворов, Максименко, Братков, Черноморец, Щедраков , Картушов, Чепурненко, Бовтрук 62' (Мельник 62'), Волков 78' (Мостовой 78'), Филиппов 90' (Мышенко 90') · Остались в запасе: Шевченко, Солдат, Коберидзе, Акимов · «Ингулец» (Петрово): Гришин, Даценко, Запорожец , Алексанов 80' (Дячук 80'), Шарко 65' (Колесников 65'), Панасенко, Ковтун, Климаков, Сичинава, Гвоздевич, Ткачёв · Остались в запасе: Попович, Волчков, Коляда, Бука, Покотылюк |                                                           |               |                                           |                                                            |

| 15 октября 2016 г. / суббота 14-й тур | «Арсенал-Киев»                                      | 1:2 протокол. | «Десна»                                              | Украина, Борисполь                                        |
| 15:00 | Эсеола 55′ · Кизилатеш 17' · Белый 47' · Эсеола 89' |               | Мельник 32′ · Волков 73′ · Мостовой 53' · Волков 89' | Стадион: Колос Зрителей: 250 Судья: Омельченко (Славянск) |
| Арсенал-Киев: Махновский, Фаворов, Мельник , Братков, Черноморец, Коберидзе 90+2' (Щедраков 90+2'), Мышенко 61' (Волков 61'), Чепурненко, Мостовой, Картушов, Филиппов · Остались в запасе: Шевченко, Солдат, Максименко, Акимов, Галенков · Десна: Иванов, Майданевич, Аксёнов, Белый, Голиков, Костюченко 54' (Матвеев 54'), Турчанов , Черненко, Кизилатеш 89' (Литовчак 89'), Семенюк, Пилипенко 54' (Эсеола 54') · Остались в запасе: Ситало, Гетьман, Домбровский, Семчук |                                                     |               |                                                      |                                                           |

| 22 октября 2016 г. / суббота 15-й тур | «Десна»                                      | 0:1 протокол. | «Полтава»                         | Украина, Киев                                                 |
| 15:00 | · Волков 72' · Черноморец 73' · Филиппов 82' |               | Трояновский 42′ · Лещенко 74' 77' | Стадион: Оболонь-Арена Зрителей: 100 Судья: Кривоносов (Киев) |
| Десна: Махновский, Фаворов, Максименко, Братков, Черноморец, Щедраков 69' (Мельник 69'), Картушов, Чепурненко, Акимов 54' (Банасевич 54'), Волков 75' (Бовтрук 75'), Филиппов · Остались в запасе: Шевченко, Солдат, Коберидзе, Мышенко · Полтава: Крынский, Кушниренко, Дмитренко, Ковтун, Лещенко, Вовкодав, Лисовой, Дегтярёв 85' (Иванов 85'), Зеленевич , Трояновский 80' (Леонидов 80'), Соломка 61' (Недоля 61') · Остались в запасе: Каминский, Сокуренко, Воронченко, Гуськов |                                              |               |                                   |                                                               |

| 30 октября 2016 г. / воскресенье 16-й тур | «Оболонь-Бровар» (Киев)                        | 1:2 протокол. | «Десна»                                                    | Украина, Киев                                                         |
| 15:00 | И. Коваленко 21′ · Ерёменко 71' · Проневич 81' |               | Мельник 3′ · Коберидзе 41′ · Максименко 49' · Филиппов 77' | Стадион: Оболонь-Арена Зрителей: 450 Судья: Копиевский (Кропивницкий) |
| «Оболонь-Бровар» (Киев): Поштаренко, Пинчук 46' (Башлай 46'), К. Коваленко, Аблитаров, Бровченко, Гордийчук 75' (Корольчук 75'), Проневич , И. Коваленко, Ерёменко, Сахнюк, Продан 5' (Шевчук 5') · Остались в запасе: Федоривский, Даценко, Ткач, Ковбаса · Десна: Махновский, Фаворов, Мельник , Максименко, Солдат, Коберидзе, Банасевич 59' (Щедраков 59'), Бовтрук 74' (Черноморец 74'), Мостовой, Картушов, Филиппов 90+2' (Галенков 90+2') · Остались в запасе: Шевченко, Головко, Мышенко, Акимов |                                                |               |                                                            |                                                                       |

| 5 ноября 2016 г. / суббота 17-й тур | «Десна»                                                                               | 3:1 протокол. | «Ильичёвец»                                     | Украина, Киев                                               |
| 14:00 | Фаворов 82′ · Филиппов 85′ (пен.) 86′ · Филиппов 33' · Коберидзе 64' · Максименко 72' |               | Кольцов 19′ (пен.) · Фомин 29' · Кисиль 59' 66' | Стадион: Оболонь-Арена Зрителей: 800 Судья: Романов (Днепр) |
| Десна: Махновский, Фаворов, Мельник , Максименко, Черноморец, Коберидзе, Картушов, Акимов 76' (Бовтрук 76'), Мостовой, Мышенко 46' (Волков 46' 78' (Банасевич 78'), Филиппов · Остались в запасе: Шевченко, Солдат, Щедраков, Галенков · Ильичёвец: Гальчук, Насонов, Сидоренко, Дуць, Тищенко, Кольцов, Мишнёв , Кисиль, Кожанов, Мищенко 57' (Дорошенко 57'), Фомин · Остались в запасе: Важинский, Пыско, Валеев, Козак, Лебеденко, Иванисеня |                                                                                       |               |                                                 |                                                             |

#### 2-й круг
| 9 ноября 2016 г. / среда 18-й тур | «Десна»                                                                             | 3:1 протокол. | «Николаев»                                                                           | Украина, Киев                                                      |
| 14:00 | Банасевич 10′ · Филиппов 87′ · Фаворов 89′ (пен.) · Максименко 57' · Махновский 72' |               | Рогозинский 71′ · Момот 27' · Муховиков 33' · Булычёв 45' · Шаврин 72' · Сартина 79' | Стадион: Оболонь-Арена Зрителей: 1 000 Судья: Митровский (Ужгород) |
| Десна: Махновский, Фаворов, Мельник , Максименко, Черноморец 90' (Головко 90'), Щедраков, Банасевич 85' (Мышенко 85'), Акимов 76' (Бовтрук 76'), Мостовой, Картушов, Филиппов · Остались в запасе: Шевченко, Солдат, Волков, Галенков · Николаев: Чумак, Муховиков 61' (Бессалов 61'), Булычёв, Ковалёв 76' (Сарксян 76'), Шаврин, Кошелюк, Момот, Любчак, Павлов, Сартина, Рогозинский · Остались в запасе: Майборода, Пинчук, Берко, Дударенко, Лакуста |                                                                                     |               |                                                                                      |                                                                    |

| 14 ноября 2016 г. / воскресенье 19-й тур | «Нефтяник-Укрнефть» (Ахтырка)         | 2:0 протокол. | «Десна»                                                                              | Украина, Ахтырка                                         |
| 14:00 | Г. Пасич 30′ · Арвеладзе 90+2′ (пен.) |               | · Мостовой 18' · Банасевич 66' · Коберидзе 39' 74' · Филиппов 77' · Махновский 90+2' | Стадион: Нефтяник Зрителей: 500 Судья: Кривоносов (Киев) |
| «Нефтяник-Укрнефть» (Ахтырка): Махновский, Фаворов, Мельник , Максименко, Черноморец 78' (Щедраков 78'), Коберидзе, Банасевич 66' (Волков 66'), Бовтрук 73' (Мышенко 73'), Мостовой, Картушов, Филиппов · Остались в запасе: Шевченко, Солдат, Акимов, Галенков · Десна: Данкович, Бояринцев , Логинов, Билык, Циколия, Поднебенный, Лапин, Арвеладзе 90' (Зайчук 90'), Лозовой, Г. Пасич 90' (Герт 90'), Сондей 73' (Войцеховский 73') · Остались в запасе: Юрчук, Антюх, Черний, Власюк |                                       |               |                                                                                      |                                                          |

| 19 ноября 2016 г. / суббота 20-й тур | «Десна»                    | 1:1 протокол. | «Черкасский Днепр»      | Украина, Киев                                                  |
| 13:00 | Бовтрук 11′ · Мостовой 48' |               | Ковпак 35′ · Ковпак 77' | Стадион: Оболонь-Арена Зрителей: 400 Судья: Даньковский (Киев) |
| Десна: Махновский, Фаворов, Мельник , Максименко, Черноморец, Щедраков, Картушов, Бовтрук 73' (Галенков 73'), Мостовой, Волков 86' (Чепурненко 86'), Мышенко 79' (Банасевич 79') · Остались в запасе: Шевченко, Солдат, Головко, Акимов · Черкасский Днепр: Будюк, Давыдов, Тарасенко , Гончаренко, Синегуб, Цыбульник, Скарлош 56' (Семенина 56'), Медынский 69' (Ямполь 69'), Скепский 76' (Батальский 76'), Бушман, Ковпак · Остались в запасе: Кучинский, Савченко, Крамар, Маик |                            |               |                         |                                                                |

| 18 марта 2017 г. / суббота 21-й тур | «Гелиос» (Харьков)               | 0:1 протокол. | «Десна»                  | Украина, Харьков                                                  |
| 17:00 | · Луценко 58' · С. Кравченко 74' |               | Волков 17′ · Фаворов 61' | Стадион: Солнечный Зрителей: 800 Судья: Копиевский (Кропивницкий) |
| «Гелиос» (Харьков): Волынец, Акубардия 90+2' (Гранкин 90+2'), Лобойко , Чередниченко, В. Кравченко, Луценко, Субочев, Скоблов, Кича 73' (Ивашко 73'), С. Кравченко, Семенец 32' (Абеленцев 32') · Остались в запасе: Ерохин, Комарницкий, Елоев, Норенков · Десна: Махновский, Фаворов, Щедраков , Максименко, Мостовой, Коберидзе, Картушов 90+2' (Арвеладзе 90+2'), Чепурненко, Волков 89' (Бовтрук 89'), Филиппов, Лысенко · Остались в запасе: Шевченко, Солдат, Головко, Коваленко, Кириенко |                                  |               |                          |                                                                   |

| 25 марта 2017 г. / суббота 22-й тур | «Десна» | 0:0 протокол. | «Буковина» (Черновцы) | Украина, Киев                                                  |
| 16:00 |         |               | · Бойчук 77'          | Стадион: Оболонь-Арена Зрителей: 300 Судья: Деревинский (Киев) |
| Десна: Махновский, Солдат, Щедраков , Головко, Мостовой, Коберидзе, Картушов, Чепурненко, Арвеладзе 46' (Филиппов 46' 79' Кириенко 79'), Волков 71' (Коваленко 71'), Лысенко · Остались в запасе: Мелашенко, Максименко, Черноморец, Бовтрук · «Буковина» (Черновцы): Мозиль, Терехов , Найко, Темеривский 29' (Гудак 29'), Бойчук, Покотилюк, Чеботарёв, Клак 85' (Мироненко 85'), Гуськов, Керчу 62' (Бугай 62'), Савчук · Остались в запасе: Чернобай, Жовтюк, Илюк, Снижко |         |               |                       |                                                                |

| 2 апреля 2017 г. / воскресенье 23-й тур | «Верес» (Ровно)                                  | 0:2 протокол. | «Десна»                                 | Украина, Ровно                                                      |
| 15:00 | · Борзенко 61' · Морозенко 65' · Волошинович 71' |               | Фаворов 3′ · Кириенко 53′ · Фаворов 41' | Стадион: Авангард Зрителей: 5 200 Судья: Скрипак (Киевская область) |
| «Верес» (Ровно): Когут, Козьбан, Западня, Борзенко , Орловский 56' (Морозенко 56'), Зозуля, Волошинович, Кучеров, Герасимец 46' (Котляр 46'), Степанюк, Лухтанов 67' (Кавацив 67') · Остались в запасе: Ильющенков, Петько, Лебедь, Сикорский · Десна: Махновский, Фаворов, Мельник , Максименко, Черноморец, Щедраков, Картушов, Чепурненко 80' (Коберидзе 80'), Мостовой, Бовтрук 73' (Волков 73'), Кириенко 85' (Лысенко 85') · Остались в запасе: Шевченко, Солдат, Головко, Арвеладзе |                                                  |               |                                         |                                                                     |

| 8 апреля 2017 г. / воскресенье 24-й тур | «Десна»                                   | 2:0 протокол. | «Тернополь» | Украина, Киев                                                 |
| 17:00 | Мельник 13′ · Арвеладзе 26′ · Лысенко 51' |               |             | Стадион: Оболонь-Арена Зрителей: 80 Судья: Даньковский (Киев) |
| Десна: Махновский, Фаворов, Мельник , Максименко, Черноморец, Мостовой, Картушов, Чепурненко, Арвеладзе 90+2' (Галенков 90+2'), Коваленко 69' (Кириенко 69'), Лысенко 79' (Волков 79') · Остались в запасе: Шевченко, Головко, Щедраков, Бовтрук · Тернополь: Воробей, Кухарский, Полянчук, Курило , Червонецкий 57') (Билык 57'), Бабич, Дацюк, Богданов, Вонс, Крывый 70') (Дори 70'), Захаркив 46') (Дульзон 46') · Остались в запасе: Стриешин, Чесановский |                                           |               |             |                                                               |

| 15 апреля 2017 г. / суббота 25-й тур | «Колос» (Ковалёвка) | 0:1 протокол. | «Десна»                    | Украина, Ковалёвка                                      |
| 16:00 | · Коропецкий 48'    |               | Лысенко 40′ · Мостовой 69' | Стадион: Колос Зрителей: 900 Судья: Бондаренко (Одесса) |
| Десна: Махновский, Мостовой, Мельник , Максименко, Черноморец, Коберидзе, Картушов, Чепурненко 90' (Щедраков 90'), Арвеладзе, Волков 85' (Бовтрук 85'), Лысенко 90' (Кириенко 90') · Остались в запасе: Шевченко, Солдат, Братков, Коваленко |                     |               |                            |                                                         |

| 22 апреля 2017 г. / суббота 26-й тур | «Десна»                                                                                    | 2:0 протокол. | «Авангард» (Краматорск)   | Украина, Киев                        |
| 17:00 | Мельник 30′ · Лысенко 90+1′ · Мостовой 18' · Коберидзе 28' · Махновский 64' · Кириенко 88' |               | · Малыш 45' · Ульянов 90' | Стадион: Оболонь-Арена Зрителей: 200 |
| Десна: Махновский, Мостовой, Мельник , Братков, Черноморец, Коберидзе 46' (Фаворов 46'), Картушов, Чепурненко, Арвеладзе 85' (Кириенко 85'), Волков 75' (Щедраков 75'), Лысенко · Остались в запасе: Шевченко, Головко, Бовтрук, Коваленко · «Авангард» (Краматорск): Денчук, Евдокимов 73' (Агапов 73'), Полюлях, Лобов, Ульянов, Воробей, Малыш, Даудов 69' (Собко 69'), Иващенко 77' (Демченко 77'), Брынько, Ермаков · Остались в запасе: Полтавцев, Швец, Рябец, Смирнов |                                                                                            |               |                           |                                      |

| 29 апреля 2017 г. / суббота 27-й тур | «Десна»        | 0:0 протокол. | «Сумы»                               | Украина, Киев                                                         |
| 17:00 | Фаворов (пен.) |               | · Иванов 30' · Жук 36' · Суходуб 80' | Стадион: Оболонь-Арена Зрителей: 300 Судья: Шурман (Киевская область) |
| Десна: Махновский, Фаворов, Мельник , Братков, Черноморец, Щедраков, Картушов, Бовтрук 65' (Чепурненко 65'), Арвеладзе, Коваленко 70' (Волков 70'), Кириенко 76' (Лысенко 76') · Остались в запасе: Шевченко, Солдат, Максименко, Коберидзе · Сумы: Литвиненко, Жук, Стеценко, Суходуб, Иванов, Крапивный, Недоля, Савин 72' (Олейник 72'), Захаревич 79' (Коновалов 79'), Жариков 66' (Муховиков 66'), Яровенко · Остались в запасе: Штанько, Комлев, Сантрапинских, Игнатенко |                |               |                                      |                                                                       |

| 4 мая 2017 г. / четверг 28-й тур | «Скала» (Стрый)                                                      | 2:5 протокол. | «Десна»                                                              | Украина, Стрый                                           |
| 17:00 | Исаев 13′ · Герег 90+2′ · Антонив 31' · Поручинский 55' · Бровко 68' |               | Арвеладзе 3′ · Картушов 26′ · Арвеладзе 32′ (пен.) · Лысенко 35′ 52′ | Стадион: Сокол Зрителей: 400 Судья: Митровский (Ужгород) |
| «Скала» (Стрый): Герыч, Билоус, Я. Алёхин, Антонив, Стасюк, Баранов, Кмить 55' (Черепущак 55'), Исаев 62' (Маляренко 62'), Поручинский, Бровко 75' (Герег 75'), Челядин · Остались в запасе: Билык, Кузив, Заиченко, Луцив · Десна: Махновский, Фаворов, Мельник , Братков, Черноморец, Коберидзе, Картушов 73' (Банасевич 73'), Арвеладзе 82' (Солдат 82'), Мостовой, Волков 78' (Коваленко 78'), Лысенко · Остались в запасе: Шевченко, Максименко, Чепурненко, Кириенко |                                                                      |               |                                                                      |                                                          |

| 8 мая 2017 г. / понедельник 29-й тур | «Десна»                                                   | 2:0 протокол. | «Горняк-Спорт» (Горишние Плавни)                                                                                             | Украина, Киев                                             |
| 18:00 | Чепурненко 44′ · Волков 30' · Лысенко 50' · Арвеладзе 78' |               | Е. Коваленко 90+4′ (авт.) · Павлик 24' · Е. Коваленко 32' · Сахневич 38' 90+2' · Курелех 43' 51' · Шевчук 62' · Разуваев 79' | Стадион: Оболонь-Арена Зрителей: 400 Судья: Павлюк (Киев) |
| Десна: Махновский, Фаворов, Мельник , Братков, Черноморец 84' (Банасевич 84'), Мостовой, Картушов, Чепурненко, Арвеладзе, Волков 72' (Щедраков 72'), Лысенко 90' (Кириенко 90') · Остались в запасе: Шевченко, Максименко, Коберидзе, И. Коваленко · «Горняк-Спорт» (Горишние Плавни): Сытников, Е. Коваленко, Курелех, Кравчук, Сахневич, Моисеенко 84' (Ченбай 84'), Дячук 87' (Фаюк 87'), Корольков 83' (Яворский 83'), Павлик, Шевчук, Разуваев · Остались в запасе: Ткаченко, Носарев, Голядинец, Прутян |                                                           |               | |                                                           |

| 13 мая 2017 г. / суббота 30-й тур | «Ингулец» (Петрово)        | 1:2 протокол. | «Десна»                                                | Украина, Петрово                                        |
| 19:00 | Сичинава 45+1′ · Шарко 37' |               | Мельник 35′ · Волков 73′ · Коберидзе 28' · Братков 61' | Стадион: Ингулец Зрителей: 800 Судья: Новохатний (Киев) |
| «Ингулец» (Петрово): Ганев, Вечтомов, Ткачёв, Медведев, Коцюмака, Запорожец 82' (Кен 82'), Клименко, Павелько, Свитличный 68' (Немтинов 68'), Сичинава, Шарко 71' (Мишуренко 71') · Остались в запасе: Попович, Мучак, Джанелидзе, Прошенко · Десна: Махновский, Фаворов, Мельник , Братков, Черноморец, Коберидзе 72' (Щедраков 72'), Картушов, Чепурненко, Мостовой, Волков 75' (Коваленко 75'), Лысенко 46' (Кириенко 46') · Остались в запасе: Шевченко, Солдат, Максименко, Банасевич |                            |               |                                                        |                                                         |

| 17 мая 2017 г. / среда 31-й тур | «Десна»                                                                                           | 5:1 протокол. | «Арсенал-Киев»                                                               | Украина, Киев                                                         |
| 18:00 | Чепурненко 21′ · Фаворов 35′ · Арвеладзе 48′ (пен.) · Мельник 57′ · Коваленко 87′ · Чепурненко 1' |               | Семчук 76′ · Майданевич 48' · Старгородский 50' · Ситало 58' · Семенюк 90+2' | Стадион: Оболонь-Арена Зрителей: 600 Судья: Копиевский (Кропивницкий) |
| Десна: Махновский, Фаворов, Мельник , Братков, Мостовой, Коберидзе, Картушов 72' (Галенков 72'), Чепурненко 81' (Максименко 81'), Арвеладзе, Коваленко, Кириенко 64' (Банасевич 64') · Остались в запасе: О. Шевченко, Черноморец, Щедраков, Волков · Арсенал-Киев: Ситало, Аксёнов, Майданевич, Костюченко, Семенюк, Насими 64' (Матвеев 64'), Старгородский, Турчанов 57' (Кизилатеш 57'), Домбровский, Федосов, Черненко 46' (Семчук 46') · Остались в запасе: Иванов, Пискун, Тагави, А. Шевченко |                                                                                                   |               |                                                                              |                                                                       |

| 21 мая 2017 г. / воскресенье 32-й тур | «Полтава»                                                                         | 0:1 протокол. | «Десна»        | Украина, Полтава                                              |
| 17:00 | Трояновский (пен.) · Трояновский 20' · Дмитренко 42' · Насибулин 43' · Нехтий 90' |               | Максименко 50′ | Стадион: Лтава Зрителей: 300 Судья: Шурман (Киевская область) |
| Полтава: Крынский, Насибулин , Бородай, Дмитренко, Трояновский 68' (Пучковский 68'), Лебеденко, Зеленевич 46' (Нехтий 46'), Голиков, Соломка, Дегтярёв, Ковтун · Остались в запасе: Мусиенко, Кушниренко, Сокуренко, Лучик, Парамонов · Десна: Махновский, Фаворов, Максименко, Братков, Мостовой, Щедраков , Картушов 90+5' (Бовтрук 90+5'), Чепурненко, Арвеладзе 77' (Коберидзе 77'), Волков, Кириенко 89' (Филиппов 89') · Остались в запасе: Шевченко, Солдат, Черноморец, Коваленко |                                                                                   |               |                |                                                               |

| 27 мая 2017 г. / суббота 33-й тур | «Десна»                           | 2:2 протокол. | «Оболонь-Бровар»                          | Украина, Киев                                                     |
| 17:00 | И. Коваленко 43′ · Чепурненко 58′ |               | Е. Шевченко 47′ · Скакун 79′ · Гурмак 11' | Стадион: Оболонь-Арена Зрителей: 2 150 Судья: Бондаренко (Одесса) |
| Десна: Махновский, Фаворов, Максименко, Братков, Мостовой, Щедраков , Волков 56' (Картушов 56'), Чепурненко, Арвеладзе, И. Коваленко 80' (Коберидзе 80'), Кириенко 86' (Филиппов 86') · Остались в запасе: О. Шевченко, Черноморец, Банасевич, Лысенко · Оболонь-Бровар: Федоривский, Пинчук, К. Коваленко, Безуглый, Е. Шевченко, Гурмак 46' (Продан 46'), Корнев , Слободян 78' (Скакун 78'), Ерёменко 73' (Шевчук 73'), Бровченко, Корольчук · Остались в запасе: Пицан, Шаповалов, Даценко, Ульянченко |                                   |               |                                           |                                                                   |

| 2 июня 2017 г. / пятница 34-й тур | «Ильичёвец» (Мариуполь)               | 1:1 протокол. | «Десна»                      | Украина, Мариуполь                                           |
| 17:00 | Мишнёв 79′ · Яворский 52' · Фомин 57' |               | Филиппов 83′ · Коберидзе 88' | Стадион: Ильичёвец Зрителей: 2 500 Судья: Миланич (Николаев) |
| «Ильичёвец» (Мариуполь): Худжамов , Неплях, Вакуленко, Яворский, Насонов, Кольцов, Мишнёв 90' (Новотрясов 90'), Кисиль 76' (Горбунов 76'), Кожанов, Иванисеня 57' (Тищенко 57'), Фомин · Остались в запасе: Гальчук, Цюпа, Гомис, Авагимян · Десна: Шевченко, Фаворов 85' (Коваленко 85'), Головко, Братков, Солдат, Коберидзе, Картушов , Мостовой, Бовтрук 70' (Кириенко 70'), Банасевич 46' (Арвеладзе 46'), Филиппов · Остались в запасе: Мелашенко, Максименко, Черноморец, Галенков |                                       |               |                              |                                                              |

### Статистика выступлений команды в чемпионате

#### Общая статистика выступлений
| Итого | Итого | Итого | Итого | Итого | Итого | Итого | Итого | Дома | Дома | Дома | Дома | Дома | Дома | На выезде | На выезде | На выезде | На выезде | На выезде | На выезде |
| И     | О     | В     | Н     | П     | МЗ    | МП    | РМ    | В    | Н    | П    | МЗ   | МП   | РМ   | В         | Н         | П         | МЗ        | МП        | РМ        |
| ----- | ----- | ----- | ----- | ----- | ----- | ----- | ----- | ---- | ---- | ---- | ---- | ---- | ---- | --------- | --------- | --------- | --------- | --------- | --------- |
| 34    | 74    | 22    | 8     | 4     | 55    | 23    | +32   | 9    | 6    | 2    | 26   | 12   | +14  | 13        | 2         | 2         | 29        | 11        | +18       |

#### График движения команды в таблице чемпионата по турам[69]
| 2 |

| 3 |

| 5 |

| 5 |

| 5 |

| 5 |

| 4 |

| 5 |

| 5 |

| 5 |

| 3 |

| 3 |

| 3 |

| 3 |

| 3 |

| 2 |

| 2 |

| 2 |

| 3 |

| 3 |

| 3 |

| 3 |

| 2 |

| 2 |

| 2 |

| 2 |

| 3 |

| 3 |

| 2 |

| 2 |

| 2 |

| 2 |

| 2 |

| 2 |

| Первая лига | Место в таблице |

| Первая лига | Место в таблице |

## Кубок Украины

### Матчи[69]
| 10 августа 2016 г. / среда 2-й предварительный этап | «Гелиос» (Харьков)                                     | 0:1 протокол. | «Десна»                                                                                                 | Украина, Харьков                                         |
| 19:00 | · Ерохин 6' · Гершман 47' · Ивашко 86' · Масалов 90+2' |               | Щедраков 82′ · Чепурненко 3' · Бовтрук 45' · Щедраков 47' · Фаворов 67' · Махновский 86' · Филиппов 89' | Стадион: Солнечный Зрителей: 1 000 Судья: Шандор (Львов) |
| «Гелиос» (Харьков): Ерохин, Радченко, Гершман, Чередниченко, В. Кравченко, Комарницкий 59' (Семенец 59'), Павелько, Масалов, Елоев 84' (Челидзе 84'), Кича, С. Кравченко 84' (Ивашко 84') · Остались в запасе: Сидоренко, Лобойко, Цапий, Луценко · Десна: Махновский, Фаворов, Мельник , Максименко, Солдат, Щедраков, Бовтрук 72' (Волков 72'), Чепурненко, Мостовой, Грищенко 46' (Картушов 46'), Галенков 46' (Филиппов 46') · Остались в запасе: Шевченко, Лещенко, Коберидзе, Банасевич |                                                        |               | |                                                          |

| 21 сентября 2016 г. / среда 1/16 финала | «Десна»                                                 | 1:0 протокол. Дата обращения: 22 сентября 2016. Архивировано из оригинала 23 сентября 2016 года. | «Арсенал-Киев»              | Украина, Харьков                                        |
| 17:00 | Фаворов 83′ · Мостовой 23' · Братков 38' · Щедраков 87' |                                                                                                  | · Ситало 78' · Турчанов 81' | Стадион: Солнечный Зрителей: 50 Судья: Фощий (Черкассы) |
| Десна: Махновский, Фаворов, Мельник , Братков, Черноморец, Щедраков, Бовтрук 73' (Картушов 73'), Чепурненко, Мостовой, Волков 89' (Солдат 89'), Галенков 46' (Филиппов 46') · Остались в запасе: Шевченко, Максименко, Коберидзе, Мышенко · Арсенал-Киев: Ситало, Семенюк, Костюченко, Белый, Насими 36' (Гетьман 36'), Турчанов , Домбровский, Семчук 65' (Быковский 65'), Тимченко 79' (Черненко 79'), Эсеола · Остались в запасе: Иванов, Майданевич, Кизилатеш, Сулейман |                                                         |                                                                                                  |                             |                                                         |

| 26 октября 2016 г. / среда 1/8 финала | «Десна»          | 0:0 (доп. вр.) (6:7 пен.)                                                                  | «Днепр»                                                                  | Украина, Киев                                                  |
| 15:00 | · Коберидзе 115' | протокол. Дата обращения: 27 октября 2016. Архивировано из оригинала 27 октября 2016 года. | · Ротань 64' · Кочергин 71' · Кравченко 75' · Вакулко 99' · Кожушко 109' | Стадион: Оболонь-Арена Зрителей: 2 070 Судья: Козык (Мукачево) |
| | Пенальти         |                                                                                            |                                                                          |                                                                |
| Чепурненко · Максименко · Филиппов · Картушов · Фаворов · Мостовой · Мельник · Черноморец |                  | Пико · Вакулко · Ротань · Близниченко · Влад · Кравченко · Кожушко · Лопырёнок             |                                                                          |                                                                |
| Десна: Махновский, Фаворов, Мельник , Братков 60' (Максименко 60'), Черноморец, Коберидзе, Мышенко 46' (Картушов 46'), Бовтрук 79' (Чепурненко 79'), Мостовой, Волков, Филиппов · Остались в запасе: Шевченко, Солдат, Банасевич, Галенков · Днепр: Лунин, Лунёв 75' (Пико 75'), Лопырёнок, Сваток, Ротань , Баланюк 86' (Кожушко 86'), Кочергин 77' (Близниченко 77'), Вакулко, Кравченко, Адамюк, Влад · Остались в запасе: Баштаненко, Ларин, Чеберко, Нагиев |                  |                                                                                            |                                                                          |                                                                |

## Статистика сезона

### Статистика команды[70]
| Сыграно матчей  | 37 (34 — чемпионат Украины, 3 — Кубок Украины) |
| Победы          | 24 (22 — чемпионат Украины, 2 — Кубок Украины) |
| Ничьи           | 9 (8 — чемпионат Украины, 1 — Кубок Украины)   |
| Поражения       | 4 (4 — чемпионат Украины)                      |
| Забито мячей    | 57 (55 — чемпионат Украины, 2 — Кубок Украины) |
| Пропущено мячей | 23 (23 — чемпионат Украины)                    |
| Разница мячей   | +34                                            |
| Предупреждения  | 62                                             |
| Удаления        | 2                                              |
| Лучший счёт     | 5:1                                            |
| Худший счёт     | 0:4                                            |
| Очки            | 81/111 (72,97 %)                               |

### Матчи, голы, предупреждения и удаления
| №  | Поз. | Имя                   | Чемпионат | Чемпионат | Чемпионат | Чемпионат    | Чемпионат | Кубок Украины | Кубок Украины | Кубок Украины | Кубок Украины | Кубок Украины | Итого | Итого  | Итого   | Итого        | Итого    |
| №  | Поз. | Имя                   | Игры      | Голы      | капитан   | Предупреждён | Red card  | Игры          | Голы          | капитан       | Предупреждён  | Red card      | Игры  | Голы   | капитан | Предупреждён | Red card |
| -- | ---- | --------------------- | --------- | --------- | --------- | ------------ | --------- | ------------- | ------------- | ------------- | ------------- | ------------- | ----- | ------ | ------- | ------------ | -------- |
| 12 | ПЗ   | Егор Картушов         | 34        | 4         | 2         | 1            | 0         | 3             | 0             | 0             | 0             | 0             | 37    | 4      | 2       | 1            | 0        |
| 14 | ПЗ   | Андрей Мостовой       | 32        | 0         | 0         | 8            | 0         | 3             | 0             | 0             | 1             | 0             | 35    | 0      | 0       | 9            | 0        |
| 25 | Вр   | Константин Махновский | 31        | −21       | 0         | 3            | 1         | 3             | −0            | 0             | 0             | 0             | 34    | −21    | 0       | 3            | 1        |
| 21 | Защ  | Денис Фаворов         | 30        | 5 (1)     | 0         | 5            | 0         | 3             | 1             | 0             | 1             | 0             | 33    | 6 (1)  | 0       | 6            | 0        |
| 4  | Защ  | Вадим Мельник         | 29        | 6         | 25        | 1            | 0         | 3             | 0             | 3             | 0             | 0             | 32    | 6      | 28      | 1            | 0        |
| 89 | ПЗ   | Александр Волков      | 28        | 4         | 0         | 5            | 0         | 3             | 0             | 0             | 0             | 0             | 31    | 4      | 0       | 5            | 0        |
| 27 | Защ  | Александр Черноморец  | 27        | 0         | 0         | 3            | 0         | 2             | 0             | 0             | 0             | 0             | 29    | 0      | 0       | 3            | 0        |
| 7  | ПЗ   | Евгений Чепурненко    | 26        | 6         | 1         | 2            | 0         | 3             | 0             | 0             | 1             | 0             | 29    | 6      | 1       | 3            | 0        |
| 5  | Защ  | Максим Максименко     | 26        | 2         | 0         | 3            | 0         | 2             | 0             | 0             | 0             | 0             | 28    | 2      | 0       | 3            | 0        |
| 13 | ПЗ   | Лука Коберидзе        | 26        | 1         | 0         | 9            | 1         | 1             | 0             | 0             | 1             | 0             | 27    | 1      | 0       | 10           | 1        |
| 10 | Нап  | Александр Филиппов    | 23        | 11 (1)    | 0         | 4            | 0         | 3             | 0             | 0             | 1             | 0             | 26    | 11 (1) | 0       | 5            | 0        |
| 3  | ПЗ   | Павел Щедраков        | 23        | 0         | 6         | 0            | 0         | 2             | 1             | 0             | 2             | 0             | 25    | 1      | 6       | 2            | 0        |
| 11 | ПЗ   | Вадим Бовтрук         | 21        | 1         | 0         | 1            | 0         | 3             | 0             | 0             | 1             | 0             | 24    | 1      | 0       | 2            | 0        |
| 22 | Защ  | Антон Братков         | 16        | 0         | 0         | 1            | 0         | 2             | 0             | 0             | 1             | 0             | 18    | 0      | 0       | 2            | 0        |
| 8  | ПЗ   | Максим Банасевич      | 18        | 3         | 0         | 1            | 0         | 0             | 0             | 0             | 0             | 0             | 18    | 3      | 0       | 1            | 0        |
| 9  | ПЗ   | Леван Арвеладзе       | 12        | 4 (2)     | 0         | 1            | 0         | 0             | 0             | 0             | 0             | 0             | 12    | 4 (2)  | 0       | 1            | 0        |
| 69 | Нап  | Игорь Кириенко        | 12        | 1         | 0         | 1            | 0         | 0             | 0             | 0             | 0             | 0             | 12    | 1      | 0       | 1            | 0        |
| 6  | ПЗ   | Богдан Мышенко        | 11        | 0         | 0         | 1            | 0         | 1             | 0             | 0             | 0             | 0             | 12    | 0      | 0       | 1            | 0        |
| 20 | Нап  | Владимир Лысенко      | 10        | 4         | 0         | 2            | 0         | 0             | 0             | 0             | 0             | 0             | 10    | 4      | 0       | 2            | 0        |
| 17 | Защ  | Игорь Солдат          | 7         | 0         | 0         | 0            | 0         | 2             | 0             | 0             | 0             | 0             | 9     | 0      | 0       | 0            | 0        |
| 77 | Нап  | Денис Галенков        | 7         | 0         | 0         | 1            | 0         | 2             | 0             | 0             | 0             | 0             | 9     | 0      | 0       | 1            | 0        |
| 90 | ПЗ   | Илья Коваленко        | 8         | 2         | 0         | 0            | 0         | 0             | 0             | 0             | 0             | 0             | 8     | 2      | 0       | 0            | 0        |
| 1  | Вр   | Олег Шевченко         | 3         | −2        | 0         | 0            | 0         | 0             | 0             | 0             | 0             | 0             | 3     | −2     | 0       | 0            | 0        |
| 18 | Защ  | Рудольф Сухомлинов    | 3         | 0         | 0         | 0            | 0         | 0             | 0             | 0             | 0             | 0             | 3     | 0      | 0       | 0            | 0        |
| 19 | ПЗ   | Вячеслав Акимов       | 3         | 0         | 0         | 0            | 0         | 0             | 0             | 0             | 0             | 0             | 3     | 0      | 0       | 0            | 0        |
| 2  | Защ  | Александр Головко     | 3         | 0         | 0         | 0            | 0         | 0             | 0             | 0             | 0             | 0             | 3     | 0      | 0       | 0            | 0        |
| 15 | Нап  | Артём Грищенко        | 2         | 0         | 0         | 0            | 0         | 1             | 0             | 0             | 0             | 0             | 3     | 0      | 0       | 0            | 0        |
| 79 | Вр   | Сергей Мелашенко      | 0         | 0         | 0         | 0            | 0         | 0             | 0             | 0             | 0             | 0             | 0     | 0      | 0       | 0            | 0        |
| 2  | Защ  | Максим Лещенко        | 0         | 0         | 0         | 0            | 0         | 0             | 0             | 0             | 0             | 0             | 0     | 0      | 0       | 0            | 0        |